# 뉴턴식 망원경

[http://commons.wikimedia.org/w/index.php?title=File:Newton01.png

뉴턴 망원경은 반사 굴절 망원경의 한 종류로, 그 기본적인 구조는 광선을 받아 초점을 잡아주는 굴절거울과 이 초점을 다시 꺾어 주는 반사경으로 되어 있다. 영국의 과학자 아이작 뉴턴 경에 의해 발명되었다.
- 굴절거울은 오목거울로서 거울의 표면에 얇은 층의 알루미늄 혹은 다른 빛을 반사시키는 물질이 칠해져 있다. 이 굴절거울에 반사된 대상은 빛이 들어 온 반대 방향에 초점이 잡히게 된다. 때문에 관찰자가 망원경을 통해 보기가 번거러운 단점을 가지고 있다.

- 이러한 불편을 덜어주는 수단으로 망원경 몸체 안에 설치된 반사경은, 옆의 그림에서 볼 수 있듯이 굴절 거울에서 반사되어 오는 빛을 꺾어주는 역할을 하게 된다. 반사경을 통해 꺾어진 빛은 망원경의 몸체 밖에서 초점이 잡히게 되어 사진을 찍을 수 있는 기능을 겸비하고 있다. 뉴턴식 망원경은 간단한 원리와 간편한 제작 방법 그리고 저렴한 가격 덕분에 오늘날에도 아마추어 천문관찰자에 의해 쓰이고 있다.

- 뉴턴식 망원경은 얼마 안가 카세그레인식 망원경에 의해 단점이 보완되게 된다.

## 같이 보기
- 돕슨식 망원경